# Маргарита Австрійська (1894—1986)
Маргарита Австрійська (нім. Margaretha von Österreich, також Маргарита Габсбург-Лотаринзька (нім. Margaretha von Habsburg-Lothringen та Маргарита Австро-Тосканська;  8 травня 1894 — 21 червня 1986) — ерцгерцогиня Австрійська з династії Габсбургів, принцеса Богемії, Угорщини та Тоскани, донька ерцгерцога Австрійського Леопольда Сальватора та іспанської інфанти Бланки де Бурбон, дружина маркіза де Марчіо Франческо Тальяні.

## Біографія
Народилась 8 травня 1894 у Лемберзі (сучасний Львів в Україні), де її батько, вояк австрійської армії, командував полком піхоти. Вона була третьою дитиною та третьою донькою в родині ерцгерцога Австрійського Леопольда Сальватора та його дружини Бланки Іспанської. Ім'я отримала на честь бабусі Маргарити Бурбон-Пармської. У сім'ї дівчинку кликали просто «Мег». Після її народження сім'я переїхала до Загребу, де Леопольд Сальватор отримав під своє командування нову військову частину. На початку XX століття сімейство оселилося у Відні.
Маргарита мала старших сестер Долорес та Іммакулату. Згодом народились молодші діти: Райнер, Леопольд, Марія Антонія, Антон, Ассунта, Франц Йозеф та Карл Пій.
Шлюб їхніх батьків був династичним. Жила родина досить заможно. Резиденцією сімейства був палац Тоскана у Відні. Літо зазвичай проводили на віллі у В'яреджо. У 1913 році батько успадкував замок Вільгельміненберг.
Маргарита отримала добру освіту. Вона навчалась разом із старшими сестрами, всі три сестри мали художні здібності. Маргарита розмовляла п'ятьма мовами: французькою, німецькою, угорською, іспанською та італійською. Пристрастю ерцгерцогині було драматичне мистецтво.

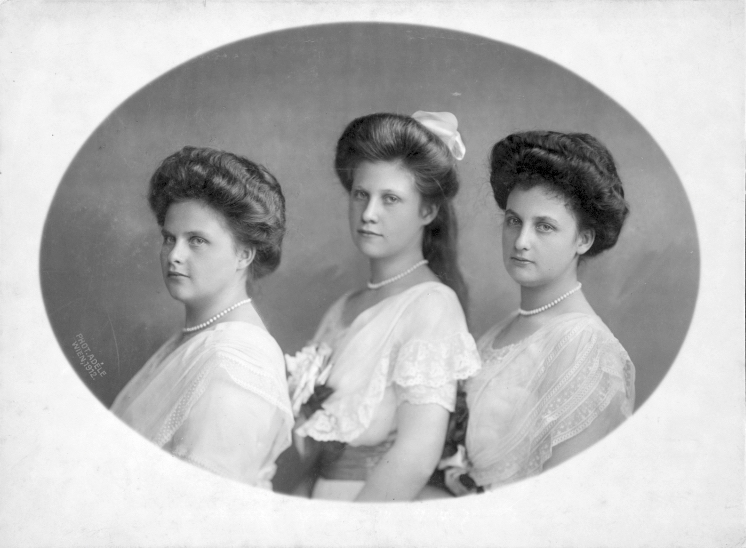
Маргарита (у центрі) разом із старшими сестрами, 1913

У січні 1919, після закінчення Першої світової війни та розвалу імперії, родина, окрім двох синів, переїхала до Барселони, де жила досить скромно. Доньки проживали в одній кімнаті з матір'ю. Все їхнє австрійське майно було конфісковане новим урядом.
У 1930-х родина повернулася до Австрії. Їм це було дозволено за умови, що сімейство не буде втручатися у політичне життя країни. У своєму колишньому палаці Тоскана вони орендували три кімнати.
У 1937 році 43-річна Маргарита взяла шлюб з 49-річним італійським аристократом Франческо Тальяні, маркізом де Марчіо, який перебував на дипломатичній службі. Весілля відбулося 27 листопада у замку Зоннберг, який належав брату Маргарити, Антону. Дітей у подружжя не було.
Наступного року її чоловіка було призначено послом Італії в Китаї. До 1943-го подружжя мешкало в Нанкіні. У вересні 1943-го їх було інтерновано до японського концтабору, де вони перебували до літа 1945.
На початку 1946 року пара повернулася до Італії, а у лютому 1951 — переїхали до Іспанії. Два роки Франческо служив там послом Італії до 1952, коли був змушений подати у відставку. У віці 80 років він помер у Римі.
Маргарита після цього жила у Римі та маєтку поблизу В'яреджо, разом із сестрами Долорес та Іммакулатою, яких також невдовзі не стало. Вона пішла з життя у віці 92 років 21 червня 1986 року у Римі. Свій маєток заповіла комуні В'яреджо для переобладнання у соціальний та культурний центр.